# Porsche Tennis Grand Prix 2023
Porsche Tennis Grand Prix 2023 byl tenisový turnaj na ženském profesionálním okruhu WTA Tour hraný v Porsche-Areně. Čtyřicátý pátý ročník Porsche Tennis Grand Prix probíhal mezi 17. a 23. dubnem 2023 v německém Stuttgartu.
Turnaj dotovaný 780 637 eury patřil do kategorie WTA 500. Představoval jedinou ženskou událost sezóny 2023 na krytých antukových dvorcích. Dvouhry se účastnilo osm z deseti členek první světové desítky. Absentovaly pouze třetí Pegulaová a desátá Kvitová, která se odhlásila před začátkem pro zranění pravé nohy. Nejvýše nasazenou singlistkou se stala světová jednička Iga Świąteková z Polska. Jako poslední přímá účastnice do dvouhry nastoupila italská 24. hráčka žebříčku Martina Trevisanová.
V důsledku invaze Ruska na Ukrajinu na konci února 2022 řídící organizace tenisu ATP, WTA a ITF s grandslamy rozhodly, že ruští a běloruští tenisté mohli dále na okruzích startovat, ale do odvolání nikoli pod vlajkami Ruska a Běloruska. Před zahájením turnaje se ve stuttgartské aréně konala kvalifikace Billie Jean King Cupu, v níž Němky vyhrály nad Brazilkami. 
Vítězství v obou soutěžích obhájily šampionky z roku 2022. Třináctý singlový titul na okruhu WTA Tour vybojovala první hráčka klasifikace Iga Świąteková, která na túře potřetí obhájila titul. Ze Stuttgartu odjížděla s celkovou zápasovou bilancí 8–0. Ve finále podruhé v řadě zdolala světovou dvojku Sabalenkovou. Naposledy předtím se první dvě tenistky klasifikace střetly ve finálovém duelu na Australian Open 2018 a v rámci antuky na French Open 2013. Deblovou soutěž opět ovládly Američanka Desirae Krawczyková s Nizozemkou Demi Schuursovou, pro něž to byla druhá stuttgartská i společná trofej.

## Rozdělení bodů a finančních odměn

### Rozdělení bodů
| Soutěž  | Soutěž | vítězky | finalistky | semifinalistky | čtvrtfinalistky | 16 v kole | 28 v kole | Q  | Q2 | Q1 |
| ------- | ------ | ------- | ---------- | -------------- | --------------- | --------- | --------- | -- | -- | -- |
| dvouhra | [ 4 ]  | 470     | 305        | 185            | 100             | 55        | 1         | 25 | 13 | 1  |
| čtyřhra | [ 11 ] | 470     | 305        | 185            | 100             | 1         | —         | —  | —  | —  |

### Finanční odměny
| Soutěž                                | Soutěž       | vítězky   | finalistky | semifinalistky | čtvrtfinalistky | 16 v kole | 28 v kole | Q2      | Q1      |
| ------------------------------------- | ------------ | --------- | ---------- | -------------- | --------------- | --------- | --------- | ------- | ------- |
| dvouhra                               | [ 4 ] [ 12 ] | 120 150 € | 74 161 €   | 43 323 €       | 22 800 €        | 11 600 €  | 8 320 €   | 6 830 € | 4 090 € |
| čtyřhra                               | [ 11 ]       | 40 100 €  | 24 300 €   | 13 900 €       | 7 200 €         | 4 350 €   | —         | —       | —       |
| částky ve čtyřhře jsou uváděny na pár |              |           |            |                |                 |           |           |         |         |

## Ženská dvouhra

### Nasazení
| Stát                          | Hráčka             | WTA | Nasazení |
| ----------------------------- | ------------------ | --- | -------- |
| Polsko                        | Iga Świąteková     | 1.  | 1.       |
|                               | Aryna Sabalenková  | 2.  | 2.       |
| Tunisko                       | Ons Džabúrová      | 4.  | 3.       |
| Francie                       | Caroline Garciaová | 5.  | 4.       |
| USA                           | Coco Gauffová      | 6.  | 5.       |
| Kazachstán                    | Jelena Rybakinová  | 7.  | 6.       |
|                               | Darja Kasatkinová  | 8.  | 7.       |
| Řecko                         | Maria Sakkariová   | 9.  | 8.       |
| Žebříček WTA k 10. dubnu 2023 |                    |     |          |

### Jiné formy účasti
Následující hráčky obdržely divokou kartu do hlavní soutěže:
- Paula Badosová
- Tatjana Mariová
- Jule Niemeierová
- Emma Raducanuová

Následující hráčky postoupily z kvalifikace
- Cristina Bucșová
- Ylena In-Albonová
- Tamara Korpatschová
- Petra Martićová

Následující hráčky postoupila z kvalifikace jako šťastná poražená:
- Alycia Parksová

### Odhlášení
před zahájením turnaje
- Belinda Bencicová → nahradila ji   Anastasija Potapovová
- Petra Kvitová → nahradila ji  Alycia Parksová

## Ženská čtyřhra

### Nasazení
| Stát                                                                      | Hráčka                      | Stát       | Hráčka             | WTA | Nasazení |
| ------------------------------------------------------------------------- | --------------------------- | ---------- | ------------------ | --- | -------- |
| Ukrajina                                                                  | Ljudmyla Kičenoková         | Lotyšsko   | Jeļena Ostapenková | 18. | 1.       |
| USA                                                                       | Desirae Krawczyková         | Nizozemsko | Demi Schuursová    | 21. | 2.       |
| USA                                                                       | Nicole Melichar-Martinezová | Mexiko     | Giuliana Olmosová  | 21. | 3.       |
| Kanada                                                                    | Gabriela Dabrowská          | Brazílie   | Luisa Stefaniová   | 34. | 4.       |
| Žebříček WTA k 10. dubnu 2023; číslo je součtem umístění obou členek páru |                             |            |                    |     |          |

### Jiné formy účasti
Následující pár obdržel divokou kartu do hlavní soutěže:
- Mona Barthelová /  Anna-Lena Friedsamová

Následující pár nastoupil z pozice náhradníka:
- Vivian Heisenová /  Ingrid Neelová

### Odhlášení
před zahájením turnaje
- Linda Fruhvirtová /  Ingrid Gamarrová Martinsová → nahradily je  Vivian Heisenová /  Ingrid Neelová

## Přehled finále

### Ženská dvouhra
- Iga Świąteková vs.   Aryna Sabalenková, 6–3, 6–4

### Ženská čtyřhra
- Desirae Krawczyková /  Demi Schuursová vs.  Nicole Melicharová-Martinezová /  Giuliana Olmosová, 6–4, 6–1